# Kulspruta

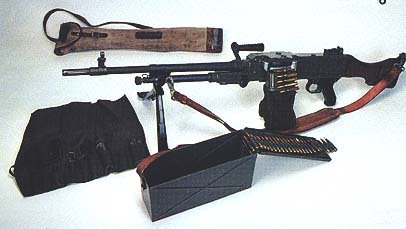
Exempel på en kulspruta: Kulspruta m/58, den svenska versionen av FN MAG.

Kulspruta (militärförkortning: ksp) på sverigesvenska eller maskingevär (kort mg) på finlandssvenska är finkalibriga eldvapen med hög ammunitionskapacitet avsedda att avge automateld under längre perioder, vanligen på längre avstånd från fast position eller fast lavett i fordon. Syftet med längre automateld är huvudsakligen att kunna bekämpa större antal mål och att öka chanserna för träff mot undvikande mål.
Kulsprutor är vanligen avsedda att avge understödjande och nedhållande eld men beroende på avsedd roll och användningsområde varierar detta. De kan utformas på många olika sätt för olika typer av stridsuppgifter; till exempel kan de vara monterad i fast eller rörlig lavett i fordon eller på marken vilket ger bra stabilitet och träffbild, eller så kan de vara försedda med gevärskolv och stödben för att skapa en handburen kulspruta som kan transporteras i strid av en enskild soldat. Moderna bärbara kulsprutor är ofta så lätta att de träffsäkert kan skjutas från höften likt en automatkarbin, men de är ändå generellt tyngre än automatkarbiner.
Historiskt var de första "kulsprutevapnen" inte riktiga kulsprutor enligt modern definition. De saknade vapenmagasin och bestod helt av enkelladdade eldrör uppsatta i en ställning ombord en lavett eller bösstock, så kallade orgelbössor eller salvpjäser. Under 1800-talet började de första snabbskjutande magasinmatade kulsprutekonstruktionerna att bli vanliga. Dessa använde handdrivna omladdningsmekanismer och traditionellt flera eldrör för att skjuta "kulspruteeld" (exempel: Gatlingkulspruta, Palmcrantzkulspruta, Nordenfeltkulspruta(en), etc). Sedan slutet av 1800-talet har kulsprutor konstruerats som moderna automatvapen med förmågan att avge riktig automateld, såsom (exempel: Maximkulspruta, Hotchkiss modell 1897 kulspruta(en), etc).  

## Etymologi
Begreppet kulspruta är belagt från 1848 i tyskan (tyska: kugelspritze) och har använts i den svenska militären sedan minst 1875 när 8 mm kulspruta m/1875 introducerades, förkortat klsp (även förkortningen kspr har förekommit i vissa skrifter). Även franskans mitrailleuse/mitrailleur lär ha förekommit i svenskan under viss tid på 1800-talet: "mitraljös", samt det beskrivande begreppet "maskinvapen". När de första helautomatiska kulsprutorna uppfanns under slutet av 1800-talet kallades dessa initialt för automatisk kulspruta, kort autom klsp, för att särskilja de från äldre icke automatiska konstruktioner. Detta begrepp fanns kvar inpå 1910-talet och bör först ha försvunnit runt första världskriget. Förkortningen "klsp" byttes ut mot dagens "ksp" runt 1937 när den svenska krigsmakten påbörjade renovering av sin terminologi.

## Konstruktion och funktion
Även om tidiga kulsprutor var handdrivna använder sig moderna kulsprutor så gott som uteslutande av endera av två funktionsprinciper för automateld: rekylmekanism eller gasmekanism. I kulsprutor med rekylmekanism utnyttjas rekylen från den avfyrade patronen till att kasta ut den tomma patronhylsan och mata in en ny patron. I kulsprutor med gasmekanism används de gaser som bildas när krutet förbränns till att ladda om vapnet. Några få undantag från dessa funktionsprinciper finns, till exempel den så kallade Minigun som använder en extern kraftkälla för omladdning.
Eftersom syftet med kulsprutan oftast är att avge understödjande eller nedhållande eld är det viktigt att den kan avge eld under relativt långa perioder. Därför är det vanligaste ammunitionsmatningssystemet för kulsprutor så kallad bandmatning. Detta innebär att patronerna är uppträdda på ett band av tyg eller metallänkar som successivt för in patronerna i kulsprutan. Banden har ofta en kapacitet på flera hundra patroner och kan oftast länkas samman i band av obegränsad längd. Andra ammunitionsmatningssystem kan vara trummagasin, tallriksmagasin eller olika former av kassetter.
Förutom ammunitionskapaciteten är eldhastigheten avgörande för en kulsprutas eldkraft. Eldhastigheten mäts oftast i form av den teoretiska eldhastigheten per minut. Den teoretiska eldhastigheten är hur många skott per minut vapnet avfyrar vid kontinuerlig eldgivning om man inte tar hänsyn till tidsåtgång för byte av magasin eller patronband, eldavbrott, byte av pipa med mera. Tidiga kulsprutor hade en eldhastighet på 300–400 skott per minut. Vissa kulsprutor idag har en eldhastighet på upp till 1 200 skott per minut och den ovan nämnda Minigun kan avfyra 4 000–6 000 skott per minut. I moderna kulsprutor ligger eldhastigheten normalt kring 600–800 skott per minut. Högre eldhastighet gör vapnet svårt att hantera.
Vid långvarig automateld kommer kulsprutans pipa att hettas upp till sådana temperaturer att den skadas. Kulsprutor har därför någon typ av kylsystem för pipan. Tidigare var det vanligt med vattenkylda kulsprutor. Dessa har en vattenfylld mantel kring pipan som kylsystem. Detta gör vapnet tungt och otympligt och är idag så gott som helt ersatt av luftkylning. Detta innebär att man använder den omgivande luften för att kyla pipan. Många kulsprutor är konstruerade så att det med några relativt enkla handgrepp går att byta pipa på vapnet. På så vis kan varje vapen utrustas med en extra pipa och skytt eller medhjälpare kan snabbt byta pipa innan den hinner överhettas.

## Varianter

### Viktklasser
Under kulsprutans tidiga skede hade vapnet en mer centrerad roll som befästningsvapen och flyttades vanligen inte i strid. Under första världskriget började man dock utveckla olika viktklasser av kulsprutor för olika användningsområden. Till exempel behövdes kulsprutor som kunde flyttas under strid för att ge understöd i avancerande anfall, och kulsprutor som sköt kraftigare patroner för att skjuta ner flygplan och nedkämpa stridsvagnar. Detta ledde till att man idag har tre vanliga klasser av kulsprutor.
- Lätt kulspruta – Kulsprutor ämnade att transporteras och brukas av en enskild soldat i strid. De är främst utformade som handeldvapen med kolv och luftkylning (hos äldre exempel förekommer vattenkylning) men är försedd med stödben och använder bandmatning från kassett eller bandlåda. Vissa exempel har förmåga till magasinmatning utöver bandmatning (se exempelvis FN Minimi). Använder vapnet enbart magasinmatning benämns det traditionellt kulsprutegevär. Kaliber oftast under 8 mm.
- Medeltung kulspruta – Kulsprutor ämnade att transporteras och brukas av två soldater i strid, en laddare och en skytt. De är försedda med lavett för hög stabilitet och precision, men är lätta nog för att kunna omgrupperas i strid av en eller de båda soldaterna. För längre transport kan vapnet delas upp mellan skytten och laddaren, till exempel att skytten bär pjäsen medan laddaren bär ammunitionen och lavetten. Kaliber oftast under 8 mm.
- Tung kulspruta – Kulsprutor ämnad ämnade som fordonsbeväpning och befästningsvapen ur olika avseenden. Tunga kulsprutor är främst konstruerade för att skjuta grövre ammunition än lätta och medeltunga kulsprutor (exempelvis 12,7 × 99 mm NATO) i syfte att uppnå högre antimateriell verkan och räckvidd på bekostnad av rekyl och vikt. För att hantera kraftigare rekyl krävs kraftigare vapenkonstruktion och tyngre vapenplattform, varav sådana vapen traditionellt blir för tunga och otympliga för att kunna omgrupperas av infanteri i strid och därför används som fordons- och befästningsvapen. Det förekommer dock, främst historiskt, tunga kulsprutor som skjuter vanliga gevärspatroner, där vikten och otympligheten kommer från vapnets lavett och tillbehör (exempelvis vattenkylning, pansarskydd, etc). Dessa typer av tunga kulsprutor använder en tung och stel lavett där avsikten är att åstadkomma hög stabilitet och precision mot ett koncentrerat område. Vissa exempel har inbyggd rekyldämpare och kan riktas genom vevmoment likt en klassisk artilleripjäs.

### Undervarianter
Förutom de traditionella viktklasserna finns flera olika undervarianter av kulsprutor. Vissa särskiljs av tekniska element medan andra särskiljs av doktrin. Följande är några exempel på undervarianter av kulsprutan:
- Enhetskulspruta(en) – Kulspruta med element som gör det möjligt att bruka denna som både lätt, medeltung och tung kulspruta, utan större modifikationer.
- Gatlingkulspruta – Kulspruta med flera pipor som roterar runt en gemensam axel.

### Kulsprutevapen
Inom klassisk svensk försvarsnomenklatur används begreppet "kulsprute" som typprefix för kulvapen ämnade att skjuta automateld som huvudsaklig verkansmetod. Kulvapen ämnade att skjuta halvautomatisk eld som huvudsaklig verkansmetod får istället prefixet "automat". Följande vapentyper förekommer med prefixet "kulsprute":
- Kulsprutegevär – Principiellt samma vapen som "lätt kulspruta" fast med magasinmatning istället för bandmatning. Magasinmatning tillåter främst högre flexibilitet gentemot bandmatning på grund av bättre fördelad vikt jämte en bandlåda/kassett, samt snabbare omladdning. Moderna kulsprutegevär har traditionellt även magasin som är utbytbara mot de som används av allierade truppers automatkarbiner. Kaliber oftast under 8 mm.
- Kulsprutekarbin – Äldre begrepp för dagens vedertagna "automatkarbin". Speglade tidiga automatkarbiner såsom Sturmgewehr 44, AK-47, etc, vilka avsågs användas helautomatiskt framför halvautomatiskt. Då Sveriges första automatkarbin, "Automatkarbin 4", avsågs för halvautomatisk eld som huvudsaklig verkansmetod fick denna typprefixet "automat", varav begreppet "kulsprutekarbin" ej  populariserats.
- Kulsprutepistol (kpist) – Helautomatiskt handeldvapen med pipa kortare än 30 cm, avsedd att skjuta automateld med hög verkan på kort avstånd. Använder traditionellt pistolpatroner för att åstadkomma låg rekyl vid stående automateld, men karbinpatroner förekommer även i modern tid. Tidiga kulsprutepistoler var likt kulsprutor ämnade för hög ammunitionskapacitet och var traditionellt försedda med högkapacitetsmagasin som trummagasin och liknande. De förekom, om något sällan, som fast beväpning i bunkrar och stridsvagnar. I modern tid använder de främst normalkapacitetsmagasin med runt 30 patroner.

## Kulsprutans historia

### Tidiga kulsprutor

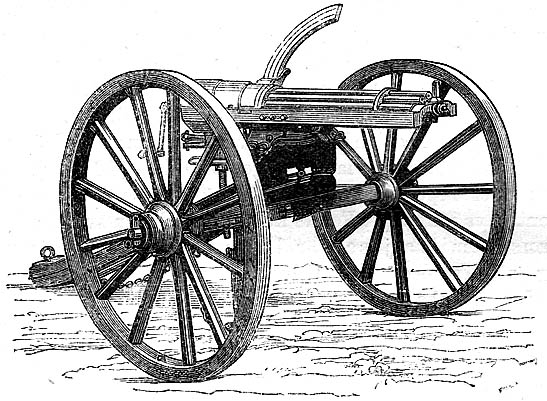
Gatlingkulspruta, eller Gatlingskanon, från 1860-talet sedd framifrån

Redan under 1300-talet förekom så kallade orgelbössor. Dessa var inte tekniska föregångare till kulsprutan, men visar att önskan om att kunna avlossa många skott på en gång, eller i snabb följd, funnits länge. 
Det som möjliggjorde utvecklingen av kulsprutan var konstruktionen av enhetspatronen i mitten av 1800-talet. En av de tidigaste och troligen den mest kända uppfanns av amerikanen Richard Gatling i början av 1860-talet. Hans Gatlingkulsprutor bestod av sex eller tio pipor som roterade runt en gemensam axel. Rotationen överfördes till piporna med en vev och under ett varv hann var och en av piporna laddas, avfyras och plundras. 
I Frankrike infördes 1870 Jean-Baptiste Verchère de Reffyes "mitraljös", som bestod av 25 stycken 13 mm pipor omslutna av en bronsmantel, vilken klarade att skjuta 125 skott per minut.
I Sverige fick Helge Palmcrantz 1873 patent på en handdriven flerpipig kulspruta. Denna tillverkades i en rad gevärskalibrar med olika antal pipor – från två till tio – vid Palmcrantz' och Theodor Winborgs fabrik på Kungsholmen. En av hans tiopipiga modeller antogs av svenska försvaret som kulspruta m/1875. Efter Palmcrantz tidiga bortgång förbättrades, tillverkades och marknadsfördes hans kulsprutor av den förre kollegan Thorsten Nordenfelt. 
En rad andra konstruktioner såg dagens ljus utvecklades under denna tid av bland andra Gardner, Montigny och Sparre.

### Maxims kulspruta, Browning och Hotchkiss

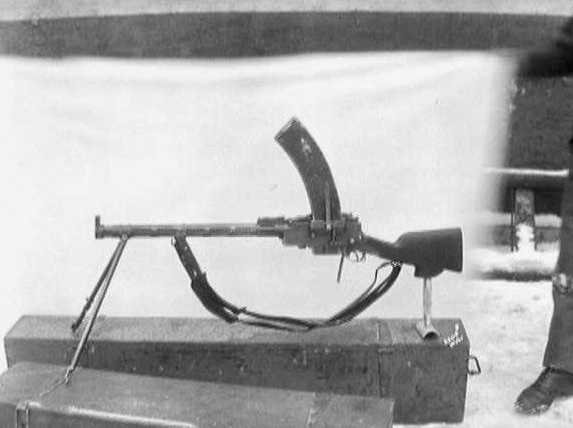
Danskt kg Madsen 1902 i norskt utförande.

Den första automatiska kulsprutan uppfanns 1883 av amerikanen Hiram Maxim som var verksam i England. Den fungerade enligt principen med kort piprekyl och hade knäledslåsning av slutstycket. Pipan hade vattenkylning och Maxim var även först med bandad ammunition. Maxims konstruktion blev en stor succé och hans kulspruta kom att antas i olika versioner av ett mycket stort antal länder. Maxims bolag gick 1888 samman med Nordenfeldts och bildade Maxim Nordenfelt Guns and Ammunition Company Limited. Efter att företaget 1896 köpts av Vicker Construction Company bildades Vickers, Son & Maxim och Maxims kulspruta blev känd under namnet Vickers i England. Maxims konstruktion kopierades och förfinades av flera länder, bland annat tyskarna i deras MG08, och Ryssland i deras PM M1905. 
Redan ett par år efter Maxims kulspruta började John Moses Browning experimentera med gasomladdade kulsprutor. Han sålde 1890 sitt patent till Colt's Manufacturing Company och fem år senare antog den amerikanska flottan detta vapen som M1895. Även vid det franska företaget Hotchkiss konstruerades en gasomladdad kulspruta. Denna antogs av Frankrike som Mle 1897. 
I Sverige konstruerades också några kopior av Maxims kulspruta och två av dem antogs av flottan som kulspruta m/1895. Vapnet fungerade dock dåligt med den dåtida svenska 8 mm remingtonammunitionen. Istället antogs en 6,5 mm kulspruta av Hotchkiss fabrikat som kulspruta m/1900, vilken användes av positionsartilleriregementet och vid kustbefästningarna. När armén skulle utrustas med kulsprutor valde man istället den österrikiska Schwarzlose under beteckningen kulspruta m/14.
Maximkulsprutan användes i krig för första gången av brittiska styrkor under första Matabelekriget i södra Afrika 1893–1894. Kulsprutan kom emellertid först till användning i någon större utsträckning under rysk-japanska kriget 1904–1905 där ryssarna använde vattenkylda bandmatade Maximkulsprutor och lätta luftkylda magasinmatade Madsen av dansk konstruktion medan japanerna var utrustade med franska kulsprutor från Hotchkiss som var luftkylda och matades med patroner på metallramar.
Även om japanerna under rysk-japanska kriget insåg värdet av kulsprutan vid närunderstöd för infanteriet i anfallsstrid förblev kulsprutan i de flesta länder ett tungt understödsvapen och de var ofta monterade på stora lavetter av artillerityp. Dessa kunde kräva en eller flera hästar som dragdjur vid förflyttningar. I många arméer placerades kulsprutorna i särskilda enheter, till exempel i fristående kulsprutekompanier.

### Kulsprutan under första världskriget

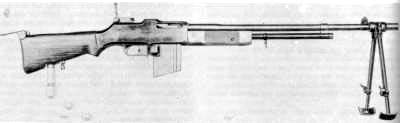
Browning Automatic Rifle, BAR M1918

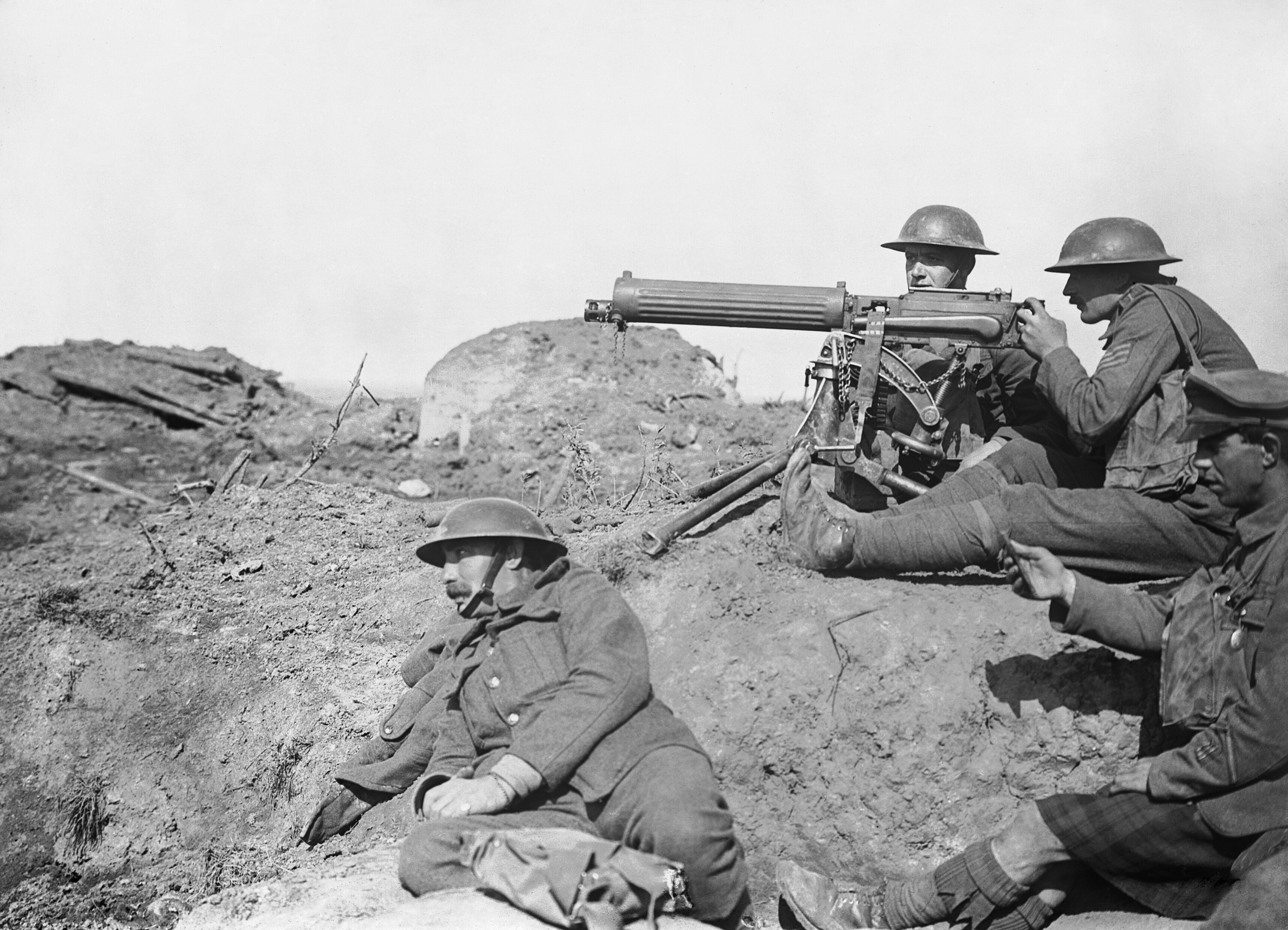
Brittiska soldater med Vickers på västfronten under första världskriget

Vid första världskrigets utbrott hade få av de krigförande nationerna anskaffat kulsprutor i större mängder. Under det första årets strider lärde sig de deltagande nationerna vilka blodbad kulsprutan, tillsammans med indirekt eld från artilleri, kunde orsaka hos anfallande kavalleri och infanteri. Så reducerade till exempel tyskarna under slaget vid Loos 1915 på en timme ett brittiskt anfall bestående av tolv bataljoner om sammanlagt 10 000 man till endast 2 000.
Kulsprutor blev en viktig del i det låsta skyttegravskriget under större delen av första världskriget då inga terränggående pansarfordon existerade som kunde gå förbi kulsprutenästena. I det dödläge som uppstod uppenbarade sig behovet av lättare vapen som kunde föras med vid stridspatrulleringar i ingenmansland. Strax före och under första världskriget hade sådana lätta kulsprutor börjat utvecklas. Den första framgångsrika lätta kulsprutan, eller kulsprutegeväret, var den danska Madsen som patenterats redan 1902 och som använts av ryssarna under rysk-japanska kriget. Vapnet var luftkylt och vägde bara 7,5 kg oladdat. Vapnet laddades med ett 25-patroners magasin som satt på ovansidan av vapnet. Förutom Ryssland köpte även Österrike-Ungern in Madsen och Tyskarna köpte in vapnet till sina bergsjägare, Gebirgsjäger.
I USA hade översten Isaac Lewis 1911 tagit fram en gasomladdad lätt kulspruta med tallriksmagasin. Denna Lewiskulspruta antogs av den brittiska armén 1915 och även av USA:s flotta och marinkår. USA:s armé antog istället John Brownings nya, rekylomladdade, kulspruta som kom att bli en av världens mest använda – M1917. Den ursprungliga modellen var vattenkyld men kompletterades kort efter krigsslutet med den luftkylda M1919. Browning utvecklade även ett kulsprutegevär, Browning Automatic Rifle (BAR) som antogs av den amerikanska armén 1918. BAR kom även att tillverkas i Sverige för den svenska försvarsmakten som Kulsprutegevär m/21. Även fransmännen utvecklade en lätt kulspruta eller kulsprutegevär, CSRG eller "Chauchat" som kom att bli ökänd som det sämsta vapnet under kriget. Vapnet antogs 1915 och tillverkades av cykeltillverkaren Ètablissements des Cycles Clément-Gladiator. Chauchat var mycket svårt att kontrollera, kärvade ofta och drabbades av ständiga eldavbrott. Även de amerikanska styrkorna i Frankrike använde sig av vapnet som de kallade "Chow Chow".
Tyskland utvecklade ingen lätt kulspruta under första världskriget. Det närmaste var en modifierad version av den tyska Maximkulsprutan MG 08. Denna var inspirerad av erövrade brittiska Lewiskulsprutor och var försedd med pistolgrepp och benstöd. MG 08/15, som den kallades, var emellertid fortfarande vattenkyld och vägde så mycket som 18 kg.
Första världskriget var även det första krig där flygplan användes och kulsprutan kom att bli den huvudsakliga beväpningen på dessa. Ett problem var att den lämpligaste placeringen av kulsprutorna på flygplanen ur träffsäkerhetssynpunkt var framför piloten och riktade framåt. Det innebar dock nackdelen att propellerbladen riskerade att träffas och skadas. Så småningom utvecklades synkroniseringsanordningar som förhindrade att kulsprutan avlossades när propellerbladen befann sig framför mynningen (skotten gick alltså emellan propellerbladen).

### Kulsprutan under mellankrigstiden
Efter första världskriget inriktades utvecklingen i de flesta länder på att ta fram lättare kulsprutor och kulsprutegevär för infanteriet och på att öka eldhastigheten. En framgångsrik design var Z-B 26 konstruerad under 1920-talet vid Zbrojovka Praga i Prag. Detta luftkylda kulsprutegevär laddades med 30-skotts magasin placerade på vapnets ovansida och hade en teorietisk eldhastighet på 600 skott per minut. Vapnet exporterades till en mängd länder, bland annat Storbritannien. Där började vapnet licenstillverkas under beteckningen Bren (efter fabrikerna Brno i Tjeckoslovakien och Enfield i England).
Tyskland var inriktat på att utveckla en enhetskulspruta, Einheitsmaschinengewehr, som skulle fylla alla funktioner. På grund av restriktionerna i Versaillesfreden skedde mycket av arbetet i hemlighet. Det första resultatet blev MG 13 som kom 1926. Komplicerade pipbyten och den begränsade magasinkapaciteten gjorde emellertid att detta vapen aldrig blev framgångsrikt. Det blev emellertid efterföljaren MG 34. Denna kunde använda såväl patronband som trummagasin. Den hade ett benstöd under pipans främre del men kunde även monteras på olika lavetter för olika uppgifter. MG 34 monterades även i många tyska stridsfordon. MG 34 anses av många vara den första moderna kulsprutan och den fortsatte att tillverkas under hela andra världskriget, även sedan efterföljaren MG 42 kommit.

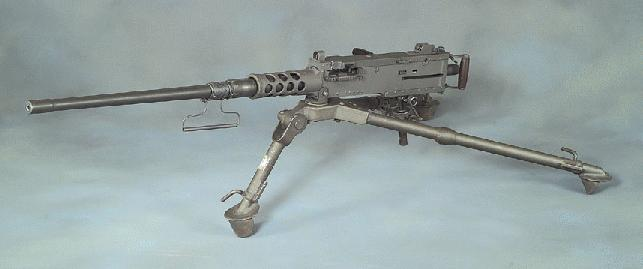
Tung amerikansk Browning M2.

Problemet med låg eldhastighet hos kulsprutorna var särskilt stort när det gällde flygplanskulsprutor. Under mellankrigstiden gjordes olika försök att öka eldkraften hos stridsflygplanen. Britterna monterade till exempel hela tolv stycken Browning i vingarna på jaktplanet Hurricane. Sovjetunionen tog fram en kulspruta, ShKAS med en eldhastighet på 1800–2000 skott per minut. Man utvecklade även kulsprutor i grövre kaliber, Berezin och DSjK i kaliber 12,7 x 108 mm. Även Browning hade utvecklat en kulspruta av grövre modell i kaliber .50 BMG (12,7 x 99 mm), med endast små förändringar tillverkas den fortfarande i USA som M2 HB.

### Kulsprutan under andra världskriget

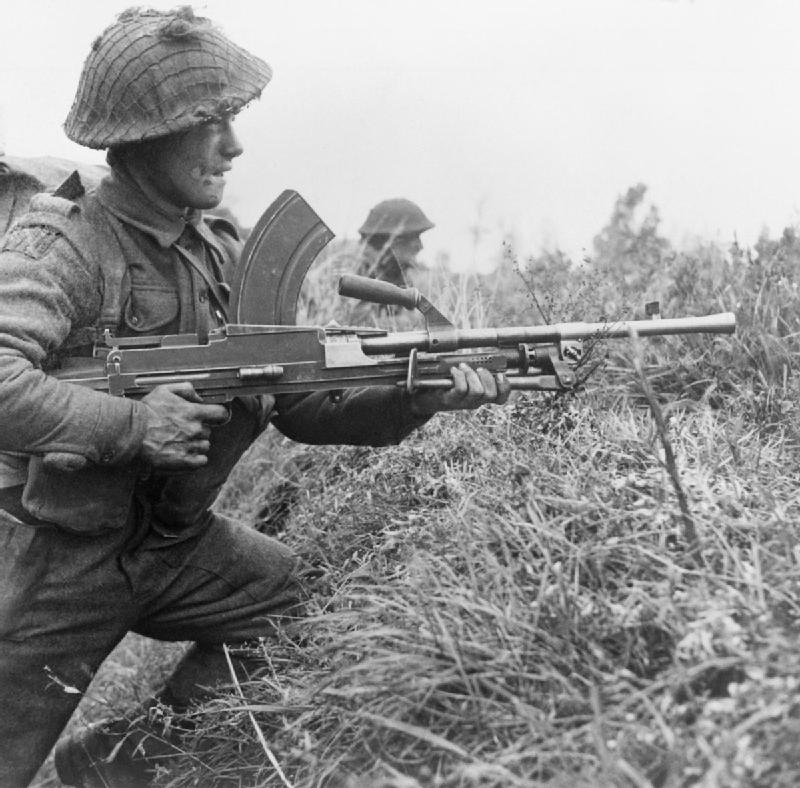
Brittisk soldat med Bren under andra världskriget.

Vid andra världskrigets utbrott var det endast Tyskland som anskaffat kulsprutor i den mängd som krävdes för detta krigs storskaliga fälttåg. De flesta andra länder var utrustade med en blandning av nya och föråldrade, lätta och tunga kulsprutor. I många länder, till exempel Storbritannien och Sovjetunionen, utgjorde vattenkylda modeller av Maxims konstruktion fortfarande den huvudsakliga kulsprutebeväpningen. Tillverkningen av nya kulsprutor skulle dock ske i en omfattning som aldrig tidigare eller senare. Från att under första världskriget ha varit ett tungt understödsvapen som användes av specialiserade förband kom kulsprutan att finnas ned på grupp- och plutonnivå. De tyska enhetskulsprutorna MG 34 och MG 42 är de kulsprutor från andra världskriget som blivit mest kända och de som i störst utsträckning påverkat utvecklingen efter andra världskriget.
Som flygplansbeväpning byttes kulsprutorna gradvis ut mot automatkanoner (20–40 mm kaliber) under kriget då det visade sig att kulsprutorna inte räckte till mot tunga bombflygplan och bepansrade jaktflygplan. Undantaget var USA, som i Stillahavskriget mot Japan i regel mötte dåligt bepansrade flygplan (som till exempel oftast saknade självtätande bränsletankar). Under kriget höll sig därför USA mest till kulsprutor i 12,7 mm kaliber som flygplansbeväpning, även om man efter kriget införde automatkanoner som övriga länder.

### Kulsprutor idag

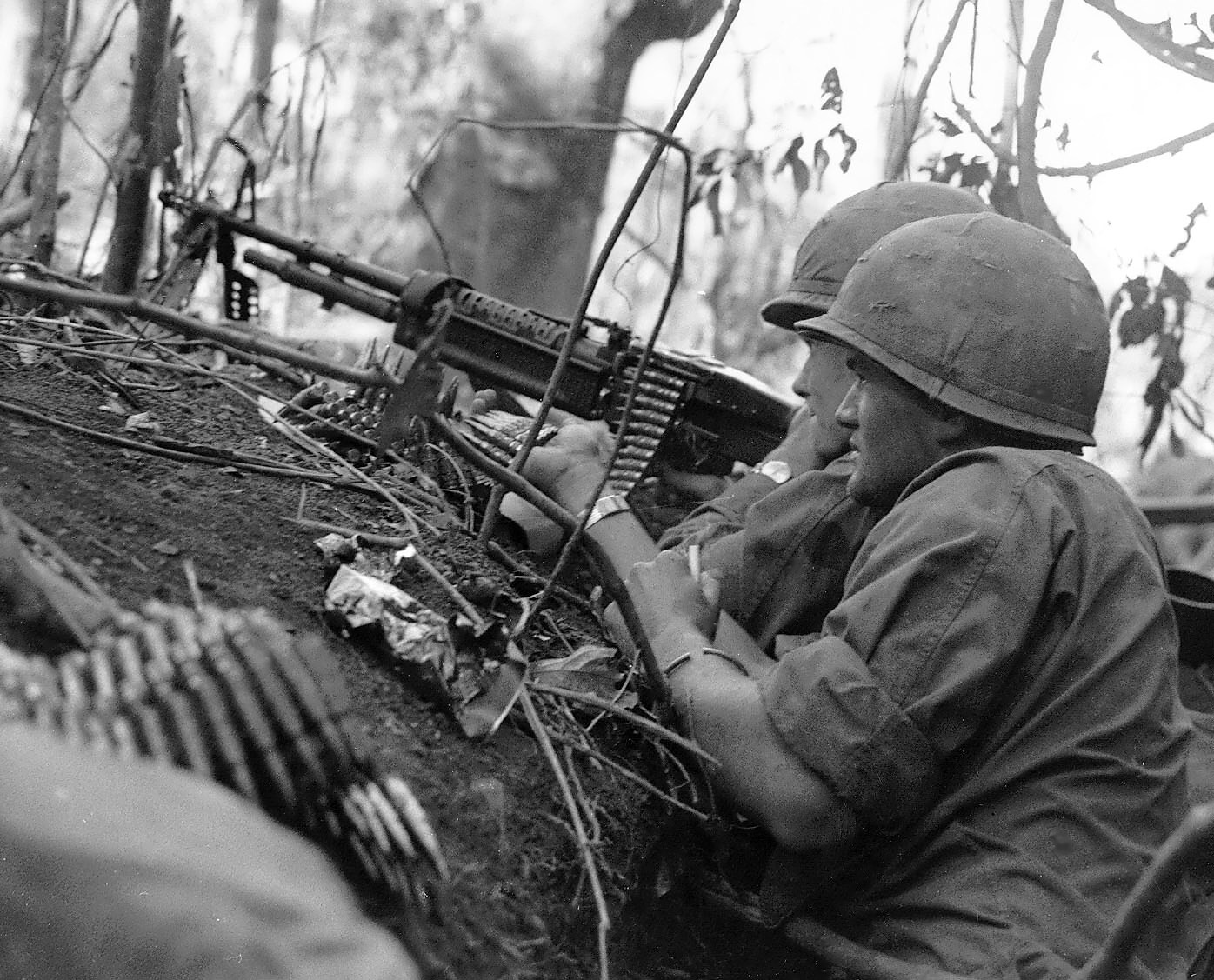
Amerikansk soldat skjuter nedhållande eld med M60 i Vietnam 1966.

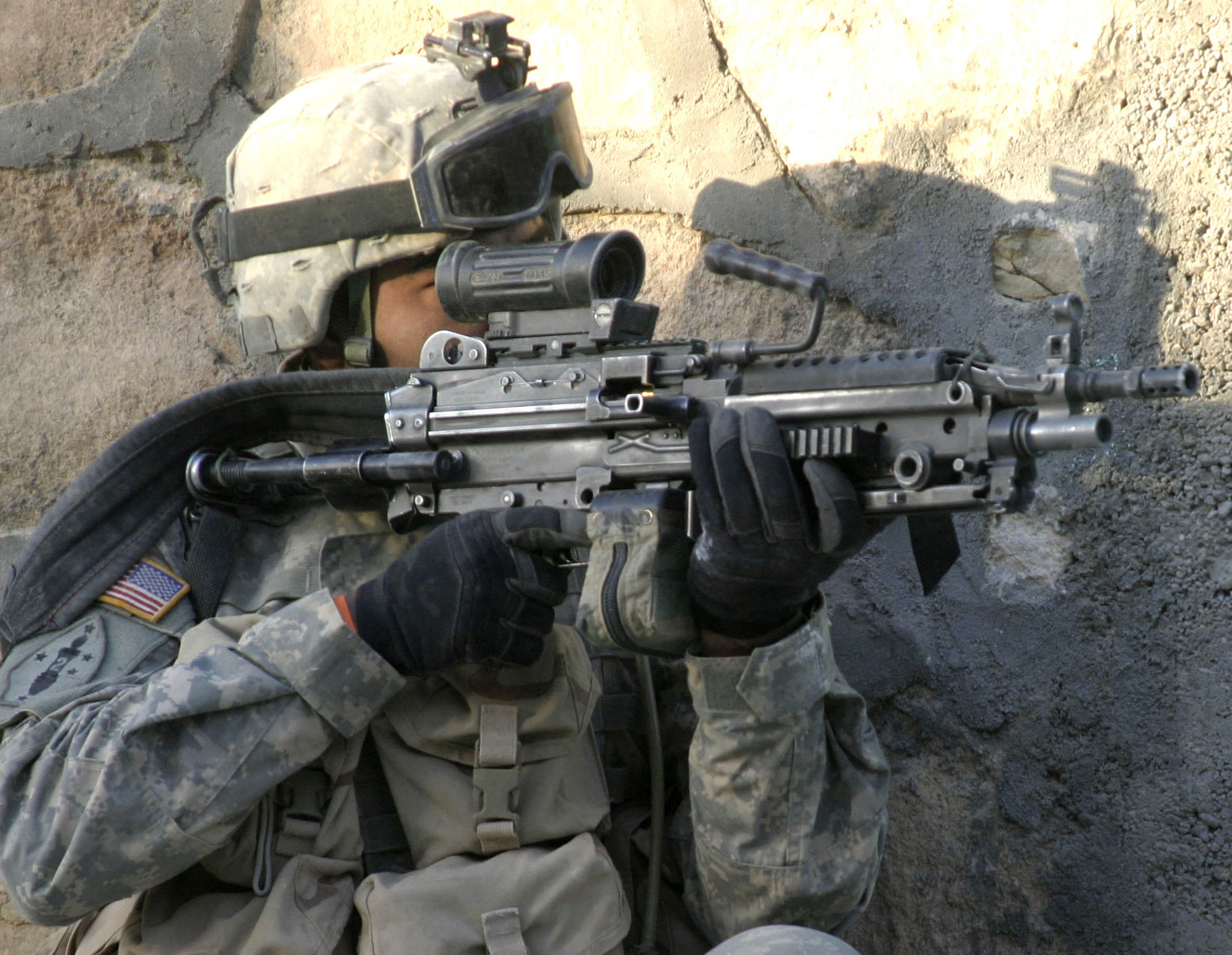
Amerikansk soldat med FN-Minimi under patrulluppdrag i Irak.

Den tyska idén med enhetskulsprutor kom att bli vägledande för efterkrigstidens utveckling. MG 42 blev kvar i bland annat den tyska försvarsmakten under beteckningen MG3. Den används fortfarande och har exporterats till bland annat Norge. I USA utvecklades M60 som kom att användas i stor utsträckning som infanterivapen och monterad på fordon och i helikoptrar i bland annat Vietnamkriget. Den belgiska vapentillverkaren Fabrique Nationale tog fram kulsprutan FN-MAG (MAG står för Mitrailleuse d'Appui General) som antagits av mer än tjugo länder, bland annat Sverige som Ksp m/58, och fortfarande tillverkas. I Sovjetunionen utvecklades en bandmatad enhetskulspruta med beteckningen PK i kaliber 7,62x54mmR av Michail Kalasjnikov.
Konceptet med en modell av kulspruta för alla uppgifter är emellertid inte fulländat och parallellt har det funnits ett behov av lättare kulsprutor och kulsprutegevär. Britterna, och även andra nationer, fortsatte att använda Bren fram till och med 90-talet. Den brittiska armén utvecklade på 80-talet även en typ av kulsprutegevär genom att förse sin automatkarbin SA80 med benstöd och en tyngre pipa under beteckningen Light Support Weapon. I Sovjetunionen tillverkades en serie tyngre versioner av automatkarbinerna AK-47 och AK-74 ("Kalasjnikov") under beteckningarna RPK-47 och RPK-74. Andra varianter på lätta kulsprutor/kulsprutegevär som utvecklats ur automatkarbiner inkluderar HK 21 från tyska Heckler & Koch som utvecklats ur G3 och den italienska AS70/90 utvecklad ur automatkarbinen AR70/90 från Beretta.
I slutet av 1970-talet och början av 1980-talet höll den amerikanska militären uttagningar för en ny lätt kulspruta kallad SAW - Squad Automatic Weapon (ungefär "Gruppautomatvapen"). Denna skulle vara i samma kaliber som automatkarbinen M16, det vill säga 5.56x45mm NATO, och vara lätt nog för att bäras med av medlemmarna i en skyttegrupp. Vinnare av kontraktet blev Fabrique Nationale med FN-Minimi (Minimi står för Mini-mitrailleuse) som antogs i USA som M249. Denna kulspruta väger bara runt sju kilo, och kan laddas med 200-skotts ammunitionsband, 100-skotts magasin eller 30-skotts magasin av samma typ som används i M16. Vanligtvis utrustas en man av fem med M249. FN-Minimi har även antagits av en mängd andra länder, däribland Sverige som Ksp m/90 eller Ksp m/90B. B-modellen har kortare pipa och inskjutbar kolv och är vanligast i Sverige då den äldre, och betydligt längre modellen fasas ut.